# Ford LTD Crown Victoria
Ford LTD Crown Victoria är en personbil som tillverkades av Ford mellan 1983 och 1991.

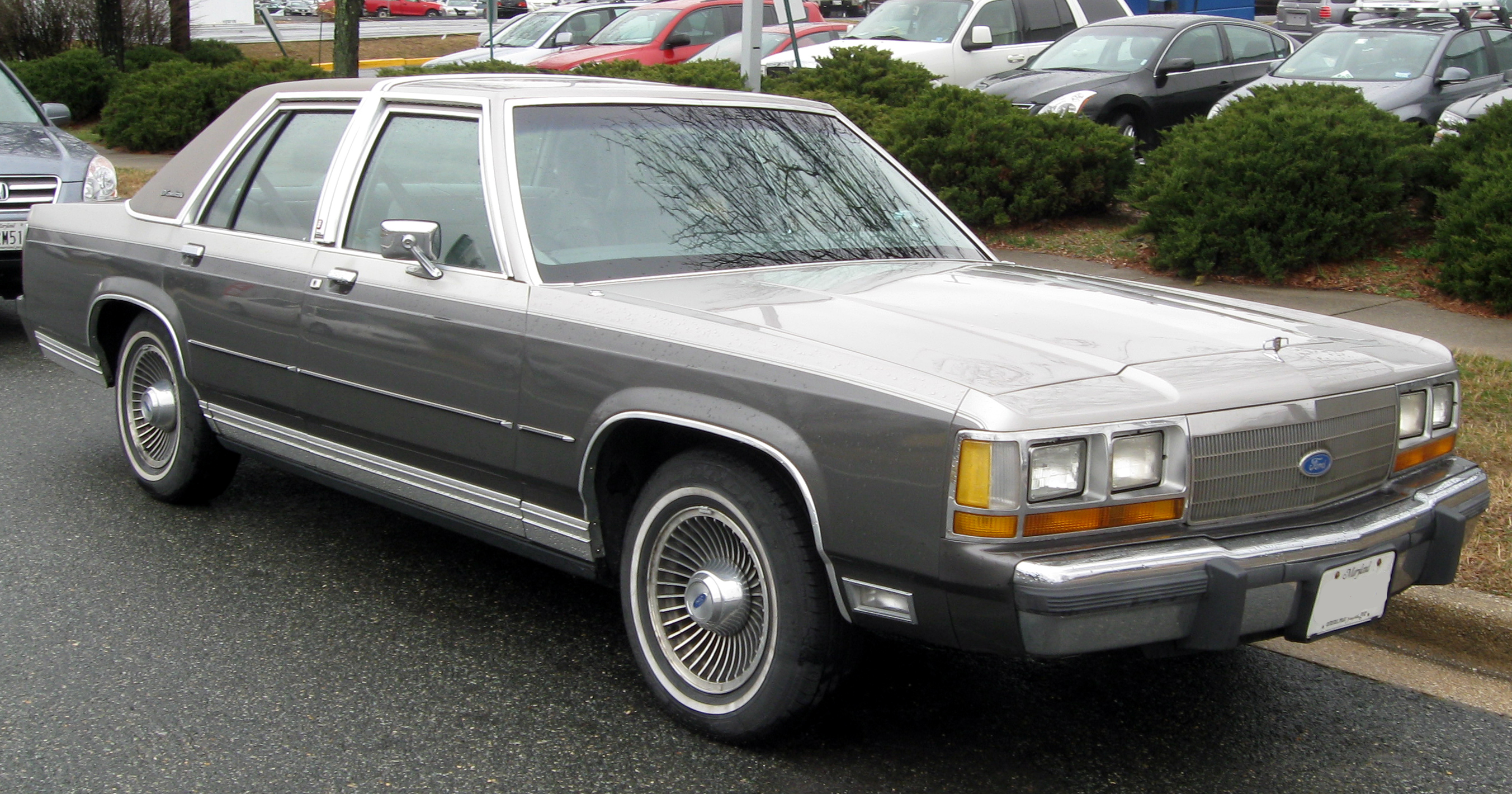
1988–1991 Ford LTD Crown Victoria sedan.

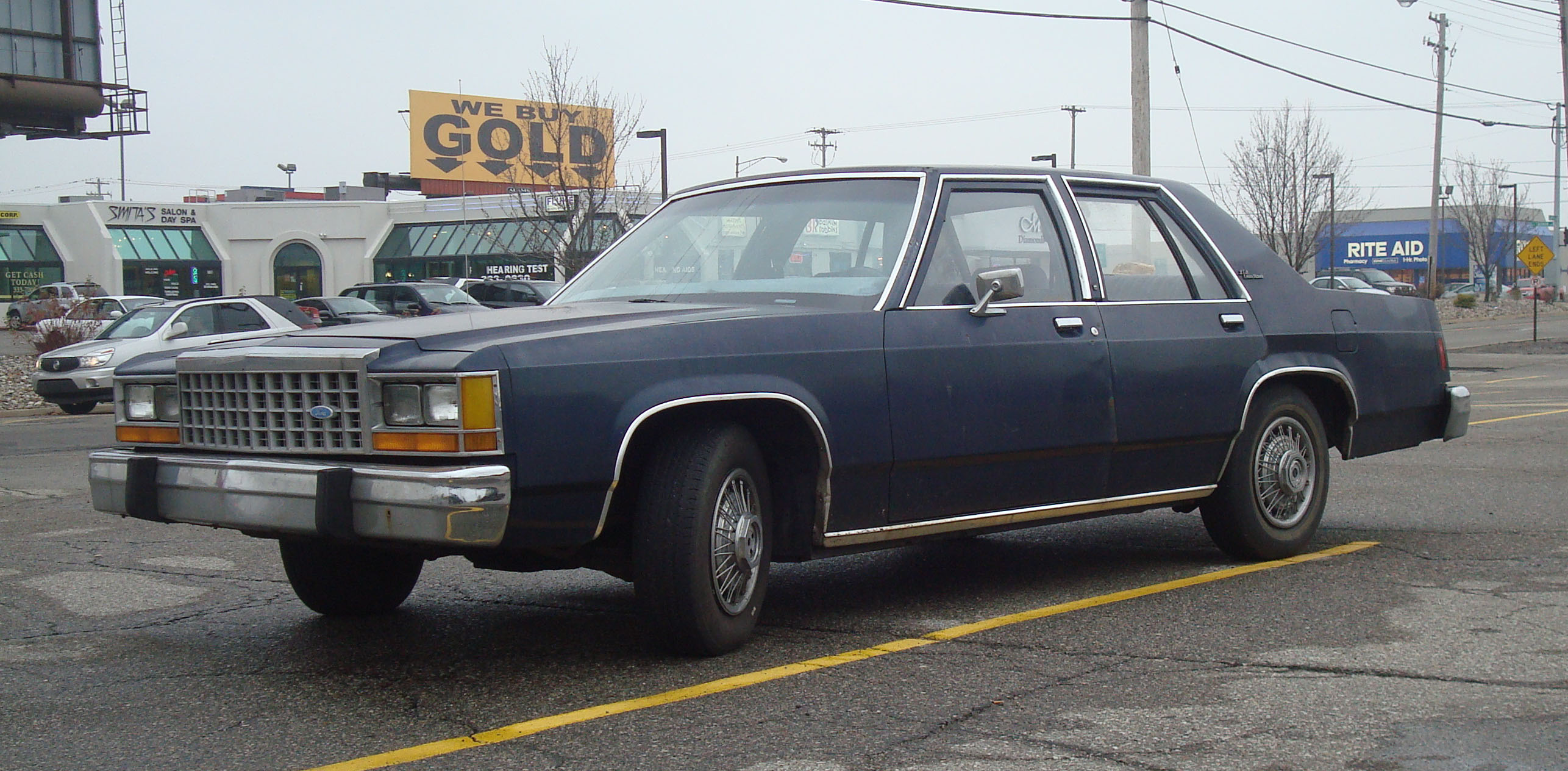
1983–1987 Ford LTD Crown Victoria "S".

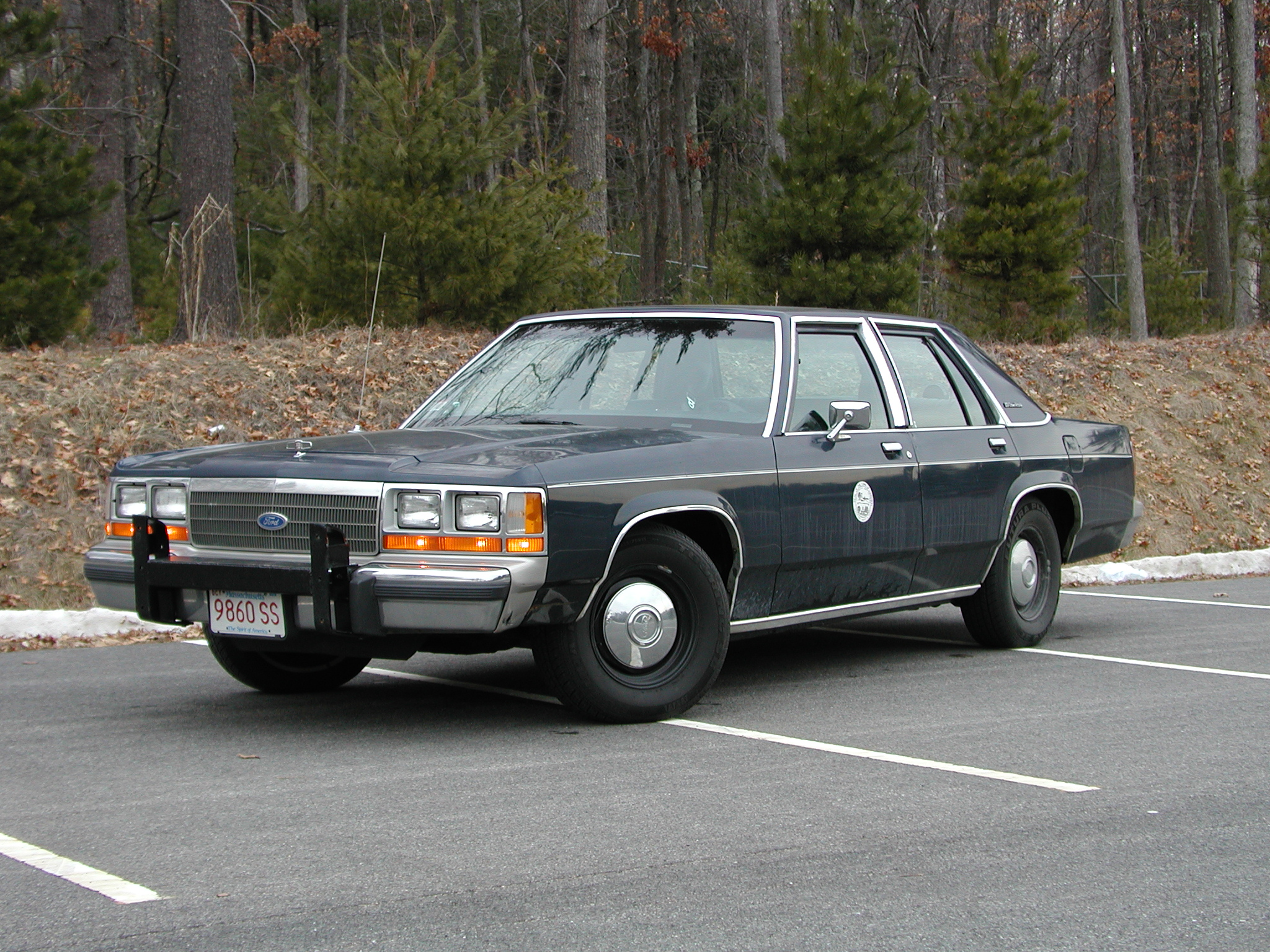
1990 Ford LTD Crown Victoria som polisbil.

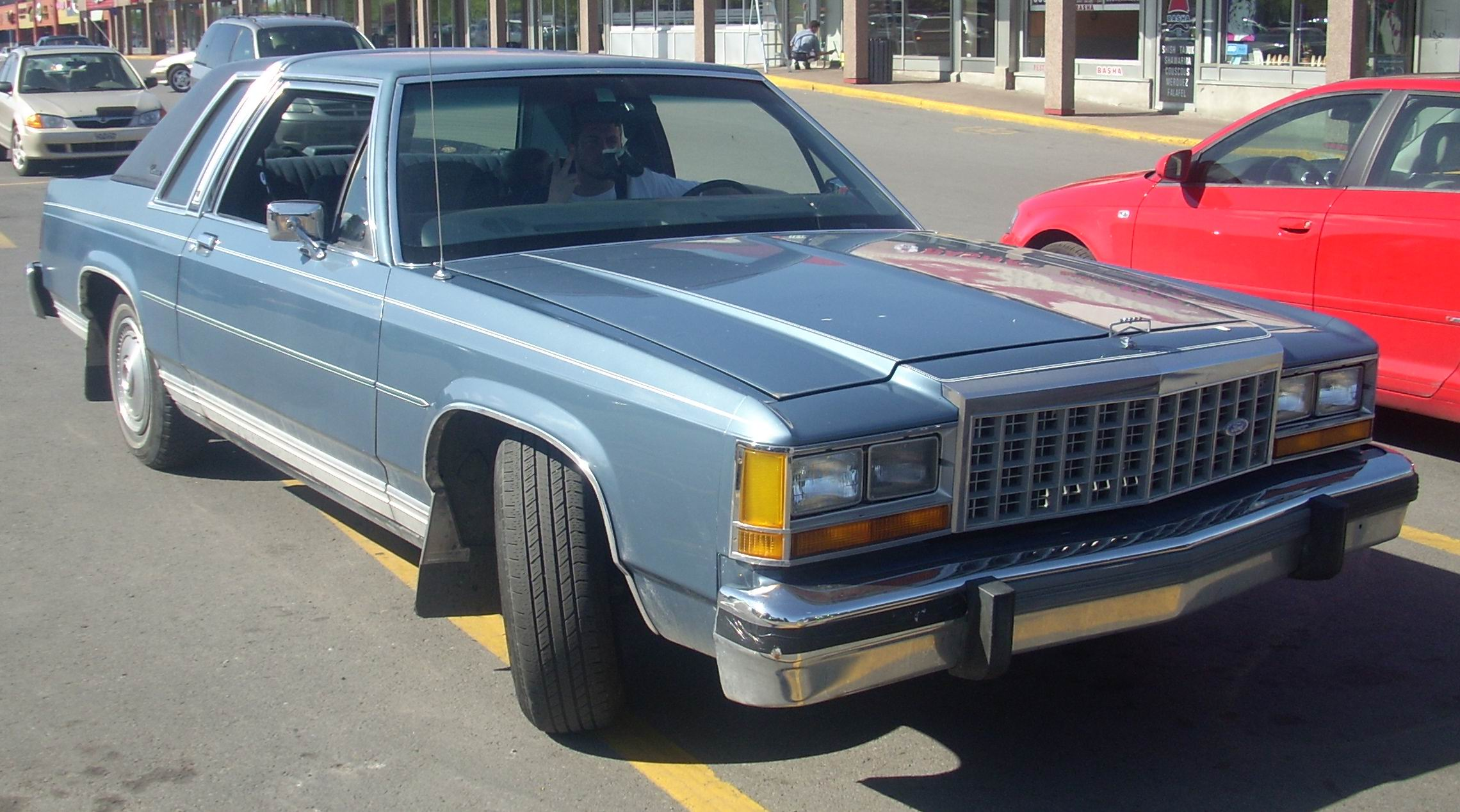
Ford LTD Crown Victoria coupé.

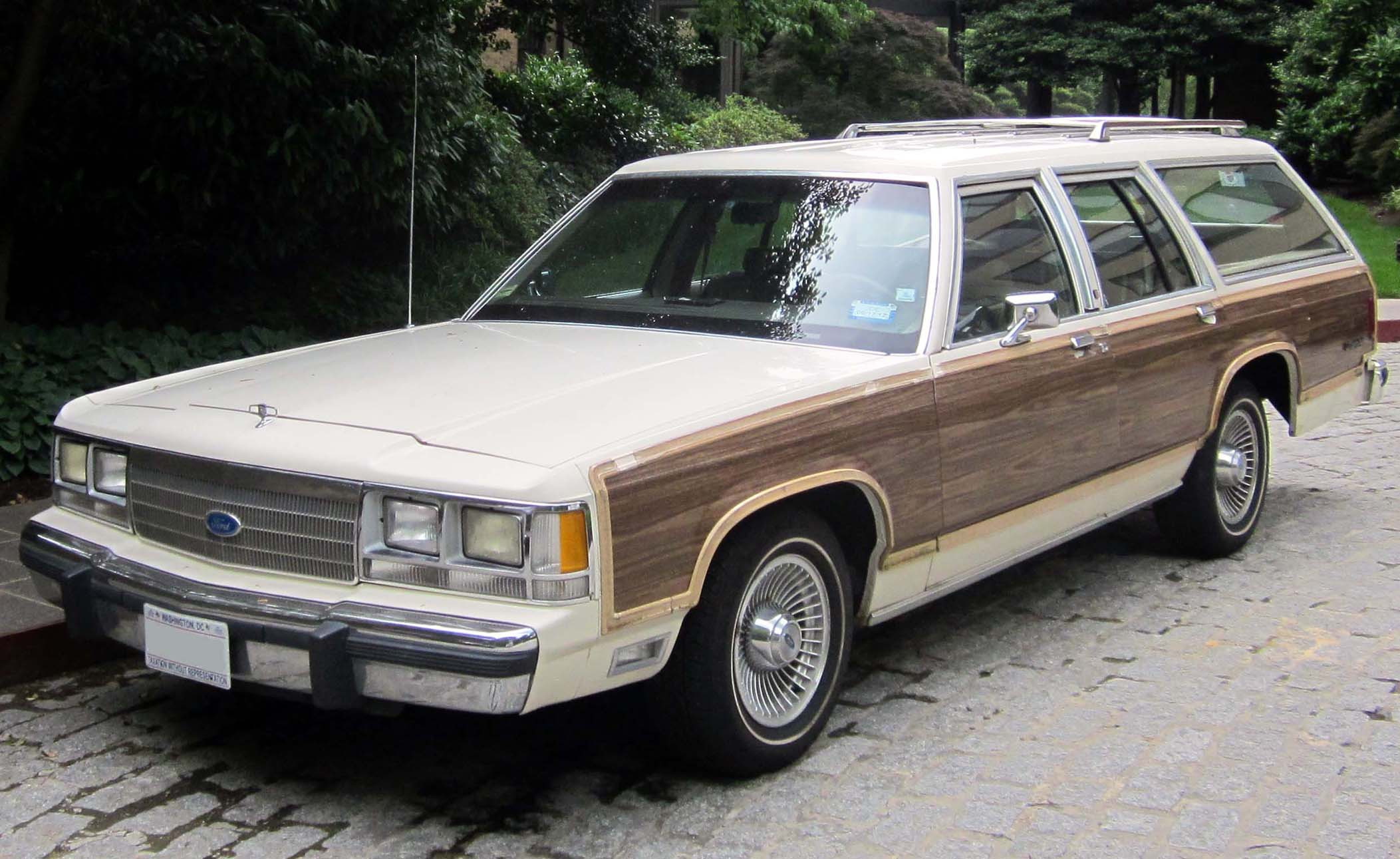
1991 Ford LTD Country Squire.